# Río Blanco (Ajatama)
El río Blanco es un curso natural de agua que nace en la Región de Arica y Parinacota en Chile y fluye con dirección general oeste hasta desfogar en el río Ajatama de la cuenca del río Camarones.
No debe ser confundido con el río Blanco (Surire) afluente del Salar de Surire.

## Trayecto

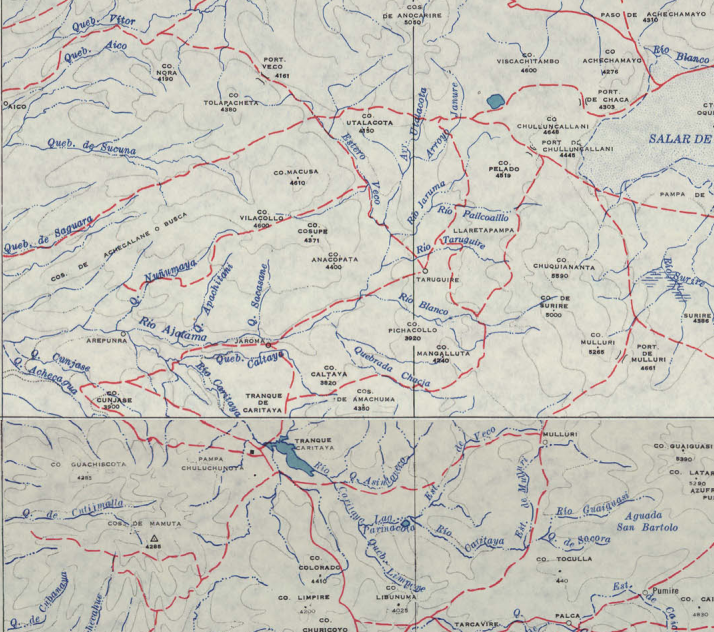
Cuencas de los ríos Ajatama y Caritaya, en un compuesto de dos mapas del Instituto Geográfico Militar (Chile).

## Caudal y régimen
Un informe de la Dirección General de Aguas menciona caudales del río, medidos durante un aforo puntual, del siguiente orden:: 267 
- en noviembre y mayo: 30 a 50 l/s
- en febrero: 70 l/s

## Historia
Luis Risopatrón lo describe en su Diccionario jeográfico de Chile:: 14 
Blanco (Río). Es de corto curso, nace en las faldas W del cerro de Chuquiananta, corre hácia el W i se vácia en la márjen S del curso superior del río Ajatama, del de Camarones.
El mismo autor informa del:: 215 
Chuquiananta (Arroyo) 18° 56' 69° 14’. De corto caudal, nace al S del cerro del mismo nombre, corre hacia el SW i vácia sus aguas en el rio Blanco, del Ajatama. 116, p. 283; 134; i 156; i Choquenanta en 63, p. 80; i 78, p. 30.